# سسک بیشه فیلیپین
سسک بیشه فیلیپین (نام علمی: Cettia seebohmi) نام یک گونه از سرده سسک‌های بیشه نمادین است.